# 1-ша українська радянська дивізія
1-ша українська радянська дивізія (Таращанська дивізія, до 6 грудня 1918 р. Перша повстанська дивізія)  — військове з'єднання у складі Української радянської армії, з 15 квітня 1919 р. в складі новоутвореної Першої української радянської армії. У серпні 1919 року увійшла до складу 44-ї стрілецької дивізії РСЧА.

## Таращанський повстанський загін
З розгоном Центральної Ради у квітні 1918 року, на Правобережжі почалося повстання проти гетьманського режиму. Його викликали дії карних загонів, яким допомагали німецькі військові загони. Найбільших розмірів повстання набуло у Таращанському повіті, на Київщині. В повстанні взяло участь майже все чоловіче населення повіту. Повстанці винищили в повіті гетьмансько-німецькі підрозділи, проголосивши на підтримку Центральної Ради. В відповідь на це німці вводять у зону повстання військовий корпус, силами якого придушили повстання, спаливши декілька сіл.
Найактивніші повстанці щоб врятуватися від знищення, утворили 15 000 загін з 4-ма гарматами. Під командою полковника Миколи Шинкаря загін перейшов до Лівобережжя з наміром приєднатися до Запорізької дивізії, яка на той час стояла на кордоні у Харківщині. Але «запорожці» не мали можливості прийняти таку кількість людей, до того ж вище керівництво дивізії вже було змінено гетьманським керівництвом. Повстанський загін, з боями пробиваючись через Лівобережжя, переслідуваний німецькою кіннотою вимушений був відступити з України до Вороніжчини, яка була частиною Радянської Росії.

## Таращанська дивізія
Більшовики сформували з загону так звану Таращанську дивізію. У склад дивізії ввійшли чотири піхотні полки: полк імені Богуна, полк імені Залізняка, полк імені Гонти та полк імені Трясила; також гарматна бригада (особовий склад був з росіян).
Після падіння Гетьманату більшість «таращанців» повернулося додому.
У війні Директорії УНР з Радянською Росією дивізія виступала на стороні більшовиків, її вважали за одну з найкращих дивізій. В 1919 році в полках дивізії було вже всього 20 % українців, а в полку імені Гонти були тільки росіяни з Тамбовської губернії.

## Перша повстанська дивізія
Мовою оригіналу — Перша повстанська дивізія — створена наказом Всеукраїнського Центрального Військово-Революційного Комітету № 6 від 22 вересня 1918 року під командуванням Кропив'янського у складі:
- 1-й полк Червоного козацтва, командир — Примаков;
- 2-й Таращанський полк, командир — Баляс;
- 3-й полк імені Богуна, командир — Щорс;
- 4-й Повстанський полк, командир — Кисіль.

Начальником штабу було призначено Логінова, що не пробув на своїй посаді й кількох днів, як був заміщений людиною більш професійною у військовій справі — Петриківським (Петренко) С. І. Ще на етапі формування зі складу дивізії було вилучено перший та четвертий полки. Замість них у Першій повстанській створювалися Новгород-Сіверський полк та Ніжинська рота.

## Особлива повстанська дивізія
Постановою Військової ради Групи військ курського напрямку № 3 від 21 листопада 1918 року дивізія змінила назву і стала Особливою повстанською, що стало злою іронією на поведінку її командирів та особового складу. Для організації наступу на Харків дивізія отримує відповідний наказ, але його виконують тільки полк Червоного козацтва та 4-й Повстанський. Решта строїв не рушає з місця, посилаючись на повноваження, отримані «від т. Леніна — повна ініціатива на визволення України — телеграма із Кремля № 1991».
Командувач армією Антонов-Овсієнко доповідав::

«Спроба спрямування найбоєздатніших частин цих сил у напрямку Курськ — Бєлгород майже не вдалася — чернігівці, з яких головним чином складені строї, у більшості своїй відмовились виконувати наказ перейти з Чернігівщини до вказаного району. З цього приводу ведеться розслідування. Начдив 1-ї Повстанської відсторонений, політком відданий до суду».

Врешті решт за начальника став Локотош — чекіст, що отримав призначення до Групи військ курського напрямку з Царицинської ГубЧК, комісаром дивізії теж було призначено нову людину — Івана Панафідіна. До штабу та полків дивізії посилалися одна за одною перевірки: спочатку комісію з розслідування очолив Близниченко, потім у дивізії з'явилися представники Тимчасового уряду України — Аверін та Луговий (Левенштейн).
Коли ряди бійців порідшали з огляду на те, що деякі частини перейшли до 2-ї української радянської дивізії, нагальною стала потреба поповнитися за рахунок резервників. Таким чином дивізія реформується за двобригадним строєм. До першої бригади увійшли новостворені Новгород-Сіверський полк, командир Черняк, та Ніжинська рота, командир Несміян. Чільником бригади було призначено Петра Ковтуна, чий Прилуцько-Борзенський військово-революційний загін долучився до лав дивізії. Другу бригаду склали Богунський і Таращанський полки, за командира став очільник Богунського полку Микола Щорс.

## Перша українська радянська
6 грудня 1918 року новопризначений начальник дивізії Локотош оголосив наказ про перейменування: за приписом Реввійськради військ курського напрямку від 1 грудня № 297 дивізія отримує назву Першої української радянської. Не встигли висохнути чорнила наказів про нові призначення, як за кілька днів Аверін та Луговий (Левенштейн) привезли новий наказ: згортання дивізії у бригаду.
Хай там як, але архівні документи свідчать, що фактично згортання не відбулося. Постійний приплив новобранців поповнював військові строї полків, хоча з двох бригад проти німців діяла тільки друга під командою Щорса. Першої бригади як такої не було, що зовсім не означає ніби Новгород-Сіверський полк та Ніжинський батальйон перебували у бездіяльності. Станом на 1 січня 1919 року Перша українська радянська вже офіційно знову в статусі дивізії мала такий склад:
| Назва                                            | Багнетів | Гармат | Коней | Людей | Кулеметів |
| ------------------------------------------------ | -------- | ------ | ----- | ----- | --------- |
| 1-й полк                                         | 1099     | 3      |       | 1800  | 20        |
| 2-й полк                                         | 1554     | 4      | 439   | 1691  | 41        |
| 3-й полк                                         | ?        | -      | 240   | 1200  | 17        |
| Ніжинський батальйон                             | 600      | -      | 91    | 784   | 11        |
| Нестройова рота                                  | 330      | -      | 13    | 46    | -         |
| Зв'язкова команда                                | 24       | -      | 4     | 34    | -         |
| Маршовий батальйон                               | 650      | -      | 12    | 549   | -         |
| 1-й кавалерійський полк                          | 24       | -      | 65    | 135   | 2         |
| 1-й артилерійський дивізіон                      | 252      | 11     | 206   | 200   | 2         |
| Господарська частина                             | 195      | -      | -     | 49    | 1         |
| База артилерійського забезпечення                | 801      | -      | -     | -     | 1         |
| Медичний пункт                                   | -        | -      | -     | 14    | -         |
| 29-й хірургічний загін                           | -        | -      | -     | 25    | -         |
| Політичний відділ                                | -        | -      | -     | 9     | -         |
| 4-й епідеміологічний та 2-й венеролігчний загони | -        | -      | -     | 55    | -         |

## Квітень 1919 року
З 15 квітня 1919 року підпорядкується тільки що створеній Першій українській радянській армії.

## Серпень 1919 року
У серпні 1919 року, опісля розгрому Волинською групою на чолі з Всеволодом Петрівим, увійшла до складу 44-ї стрілецької дивізії.
1921–1922 дивізія була у боях проти українських повстанців на Волині й Поділлі, у тому числі проти рейду Юрка Тютюнника пізньої осені 1921.

## Керівники (отамани) дивізії
- Шинкар Микола Ларіонович — 1918 рік, керівник Таращанського повстанського загону
- Кропив'янський Микола Георгійович — 22 вересня 1918 року — грудень 1918 року
- Локотош Іван Семенович — листопад 1918 року — 6 березня 1919 року.
- Щорс Микола Олександрович — 6 березня 1919 року — 15 серпня 1919 року

Щорс став останнім керівником дивізії, після утворення 44-ї стрілецької дивізії РСЧА, став її першим керівником.

## Виноски
1. ↑  Крип'якевич І. П., Гнатевич Б. П., Стефанів З. та інші /Упорядник Якимович Б. З.. — 4-те вид., змін. і доп. — Львів: Світ, 1992. — С. 645. — 712 с. — ISBN 5-7773-0148-7 (Львів; 1936; Вінніпег, 1953; Львів, 1992)
2. ↑  Крип'якевич І. П., Гнатевич Б. П., Стефанів З. та інші /Упорядник Якимович Б. З.. — 4-те вид., змін. і доп. — Львів: Світ, 1992. — С. 431 — 712 с. — ISBN 5-7773-0148-7 (Львів; 1936; Вінніпег, 1953; Львів, 1992)
3. ↑  Крип'якевич І. П., Гнатевич Б. П., Стефанів З. та інші /Упорядник Якимович Б. З.. — 4-те вид., змін. і доп. — Львів: Світ, 1992. — С. 432. — 712 с. — ISBN 5-7773-0148-7 (Львів; 1936; Вінніпег, 1953; Львів, 1992)
4. ↑  ЦДАГО України, ф. 5, оп. 5—1, с. 85, арк. 201—202. Передрук.
5. ↑  РДВА/ЦГАСА, ф. 338, оп. 3, с. 2, арк. 24-25. Засвідчена копія.
6. ↑  РДВА/ЦГАСА, ф.14, оп.1, с.120, арк. 21. Засвідчена копія.
7. ↑  В. Петрів Спомини з часів української революції (1917—1921) Ч.4/Повстяння Таращанців під проводом Шинкаря.